# Farmers Branch (Teksas)
Farmers Branch je grad u američkoj saveznoj državi Teksas. Prema popisu stanovništva iz 2010. u njemu je živjelo 28.616 stanovnika.